# Manthara
Manthara (sânscrito: मंथरा manthara), no épico hindu Ramayana, é um servo que convenceu a Kaikeyi que o trono de Ayodhya pertencia ao seu filho Bharata, e que Rama deveria ser exilado do reino.
Acredita-se que Indra, o rei dos deuses, pediu a Manthara que convencesse Kaikeyi a pedir a Dasharatha que exilasse Rama, pois só quando Rama se exilasse ele iria encontrar Ravana e matá-lo. Embora Manthara tivesse concordado em realizar a licitação de Indra, ela amaldiçoou Indra que, pelo mal que fez com Rama, ele nunca mais seria louvado por nenhuma família hindu. Essa é a razão pela qual Indra, apesar de ser o rei dos devas, nunca é adorado em nenhum templo ou família.[carece de fontes?]